# Diplosentis macrospinosus
Diplosentis macrospinosus is een soort haakworm uit het geslacht Diplosentis. De worm behoort tot de familie Diplosentidae. Diplosentis macrospinosus werd in 2001 beschreven door S. Pichelin & T. H. Cribb.